# Paunaka
Paunaka ist eine Arawak-Sprache in Südamerika. Es gehört zu dem stark bedrohten und noch kaum erforschten Teil des Süd-Arawak und wird in der bolivianischen Region Chiquitanía gesprochen, in der Nähe von Santa Cruz und nördlich des Gran Chaco. 
Man vermutet eine Verbindung zur bereits ausgestorbenen Paiconeca-Sprache, die ebenfalls zugehörig zur Arawak-Sprachfamilie ist. Diese beiden Sprachen werden deswegen meist als Dialekt-Gruppe zusammengefasst und auch als Paunaca, Pauneca oder Pauna bezeichnet. Die Sprache wird seit 2009 von einem Team deutscher Linguistinnen dokumentiert, analysiert und beschrieben (s. Danielsen & Terhart 2014 u. a.).
Durch die spanische Kolonisation wurden viele indigene Sprachen jahrhundertelang verdrängt oder kaum noch an die nächsten Generationen weitergegeben. Die Hauptsprachen in dieser bolivianischen Region sind daher Spanisch und Chiquitano. Derzeit zählt das Paunaka nur noch etwa zehn Sprecher und Semi-Sprecher, die bei den Chiquitano in Ost-Bolivien leben. Allerdings zählen sich 150 Menschen zur ethnischen Gruppe, von denen einige noch Paunaka verstehen (Daten erhoben vom Paunaka Dokumentation Project, Danielsen et al. 2014). Aufgrund der geringen Anzahl an Sprecher, ist die Sprache jedoch vom Aussterben bedroht (UNESCO Atlas, nach Moseley 2010).